# Malcolm D. Lee
Malcolm D. Lee (New York, 11 gennaio 1970) è un regista, sceneggiatore, produttore cinematografico e attore statunitense.

## Carriera
Ha diretto quattro film, il più noto dei quali è Undercover Brother, una parodia della blaxploitation. È il cugino del regista Spike Lee. Ha collaborato alla produzione di due film del cugino, Malcolm X e Clockers.

## Filmografia

### Regista
- The Best Man (1999)
- Undercover Brother (2002)
- Roll Bounce (2005)
- Tutti odiano Chris (Everybody Hates Chris) - serie TV (2006)
- Soul Men (2008)
- A casa con i miei (Welcome home, Roscoe Jenkins) (2008)
- Scary Movie V (2013)
- The Best Man Holiday (2013)
- La bottega del barbiere 3 (Barbershop: The Next Cut) (2016)
- Il viaggio delle ragazze (Girls Trip) (2017)
- La scuola serale (Night School) (2018)
- Space Jam: New Legends (Space Jam: A New Legacy) (2021)